# Sport im Vereinigten Königreich

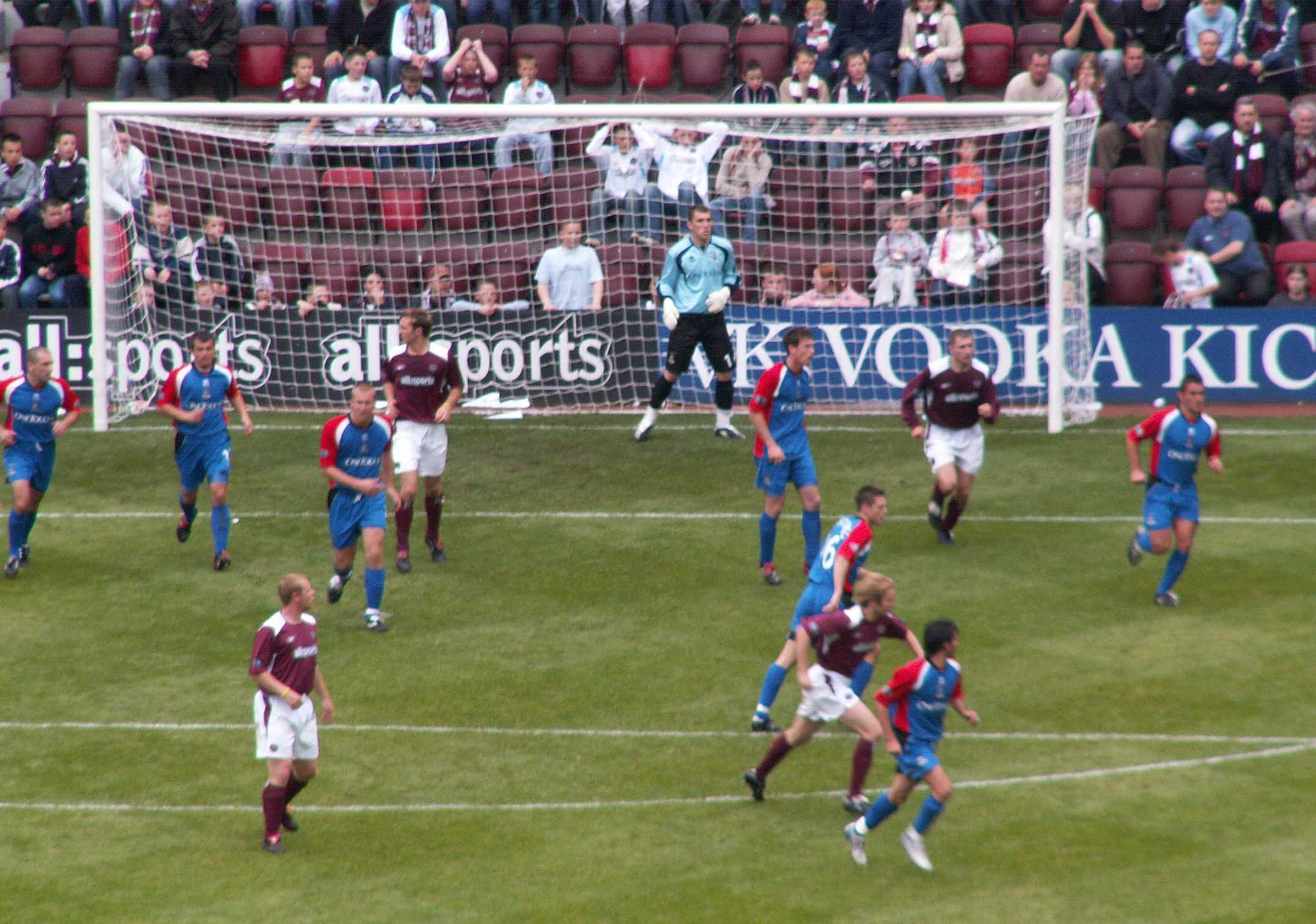
Fußball …

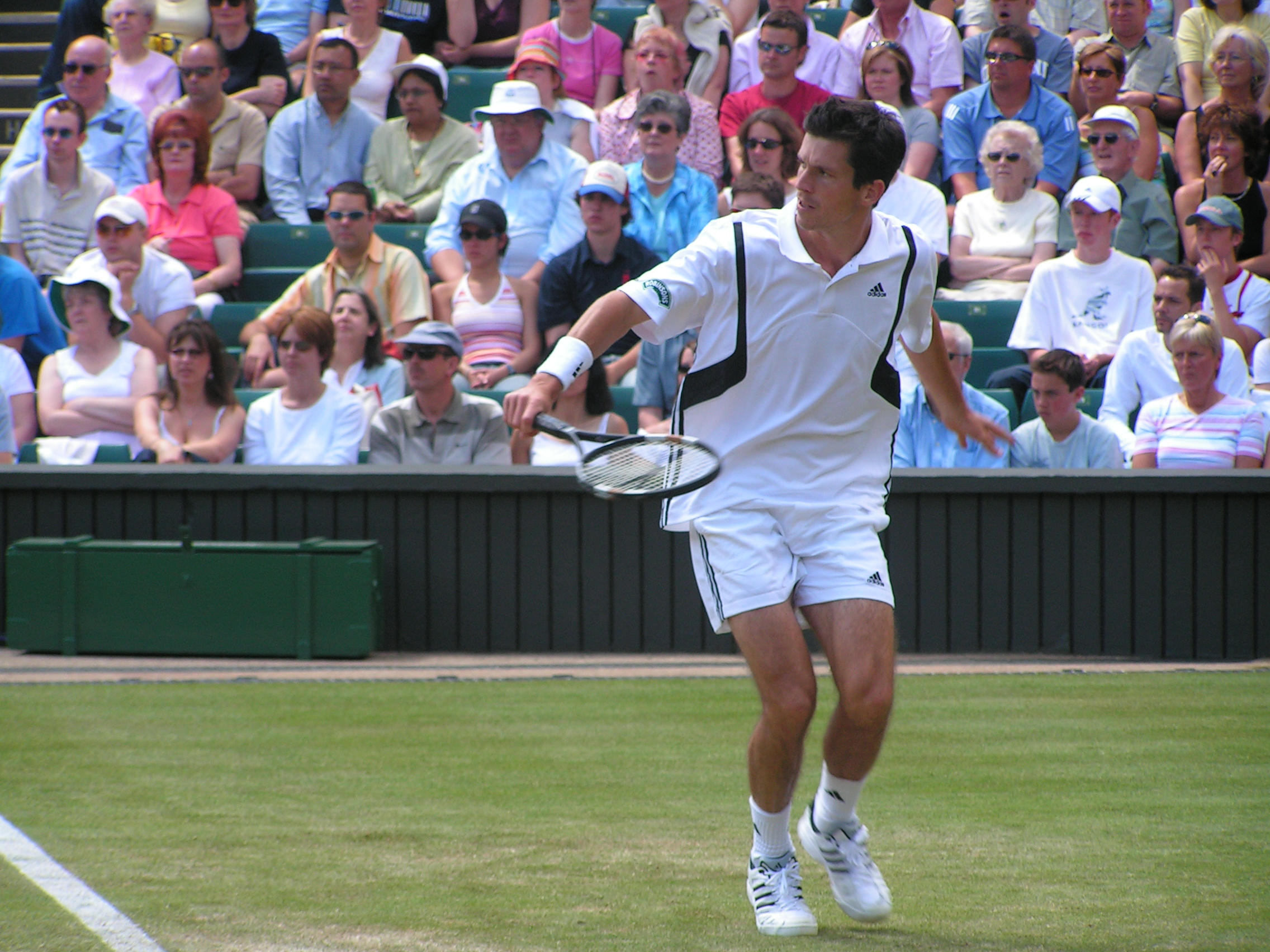
… Tennis …

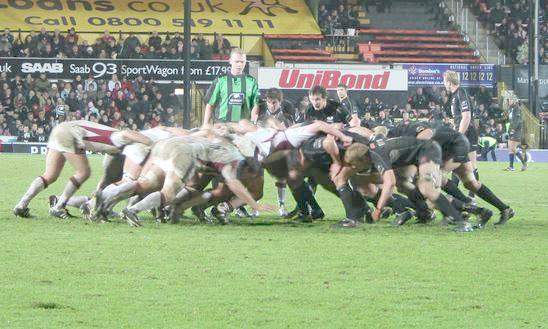
… Rugby …

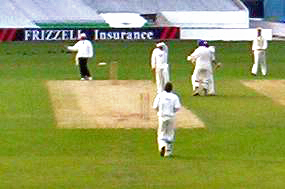
… und Cricket sind einige der Sportarten, die im Vereinigten Königreich entstanden sind

Sport spielt eine bedeutende Rolle im Vereinigten Königreich. Die beliebteste Mannschaftssportart ist mit großem Abstand Fußball. Es folgen Cricket, Rugby Union und Rugby League. Bedeutende Einzelsportarten sind Leichtathletik, Fechten, Golf, Motorsport und Pferderennen. Das Regelwerk vieler bedeutender Sportarten entwickelte sich im Vereinigten Königreich. Dazu gehören unter anderem Fußball, Tennis, Squash, Golf, Boxen, Rugby, Cricket, Snooker, Billard, Badminton, Curling, Polo.

## Organisationsstruktur
Die vier Teilstaaten England, Schottland, Wales und Nordirland besitzen in den meisten Mannschaftssportarten getrennte Mannschaften. Zu den Olympischen Spielen werden jedoch ausschließlich gemeinsame Mannschaften aller vier Home Nations entsandt. Diese starten formell unter der Bezeichnung „Great Britain and Northern Ireland“, was jedoch üblicherweise zu „Great Britain“ verkürzt wird. Wettkämpfe zwischen den vier Teilstaaten bildeten einst das Grundgerüst des britischen Sportgeschehens, doch haben diese in den letzten Jahrzehnten stark an Bedeutung verloren. So werden beispielsweise die British Home Championship im Fußball seit 1984 nicht mehr durchgeführt. Vereinsmeisterschaften werden in den meisten Mannschaftssportarten ebenfalls getrennt durchgeführt; „britische“ Meisterschaften sind deshalb sehr selten.
Die Bedeutung der Nationalmannschaften und der Vereinswettbewerbe ist von Sportart zu Sportart unterschiedlich. Im Fußball stehen die Vereinswettbewerbe klar im Vordergrund, da die Mannschaften während fast des gesamten Jahres Spiele bestreiten. Dies hat jedoch keinen negativen Einfluss auf die Spiele der Nationalmannschaften, da diese ebenfalls sehr rege besucht werden. Im Cricket genießen die Nationalmannschaften weitaus mehr Beachtung als die Spiele der Vereinsmannschaften, während es sich im Rugby League genau umgekehrt verhält. Im Rugby Union ist das Verhältnis in etwa ausgeglichen.
In den Einzelsportarten ist die Unterscheidung der vier „home nations“ von geringer Bedeutung und die Sportler werden in der Regel als Vertreter des gesamten Vereinigten Königreichs betrachtet; allerdings identifizieren sich beispielsweise schottische Sportinteressierte mehr mit einem schottischen Sportler als mit einem Sportler aus einem anderen Teilstaat. Im Gegensatz zu den Olympischen Spielen entsendet jede „home nation“ eigene Mannschaften zu den Commonwealth Games.

## Sozialstruktur
Bei den einzelnen Sportarten sind teilweise deutliche regionale und soziale Unterschiede zu erkennen. In weiten Teilen der englischen und schottischen eher unteren sozialen Schichten (working class) ist Fußball mit deutlichem Abstand die beliebteste Mannschaftssportart, wohingegen in Wales und in mittleren und höheren sozialen Schichten (upper class) Englands und Schottlands Rugby Union meist der Mannschaftssport Nummer eins ist. Cricket und Polo sind ebenfalls traditionell eher sozial „elitärere“ Sportarten, während Rugby League als Sportart der Arbeiterklasse Nordenglands gilt.
Diese Gegebenheiten haben meist historische Ursachen. So war es in den englischen Arbeitervierteln der Großstädte ohne Rasenflächen nicht möglich, Rugby zu spielen, für Fußball dagegen bedurfte es nur eines Hinterhofs. Die höheren Schulen der upper class verfügten allesamt über Rasenplätze, auf denen man Rugby und Cricket spielen konnte. Im Laufe der Zeit wurde der jeweilige Sport auch eine Möglichkeit der Identifikation mit seiner „Klasse“. Gerade wenn man auf die Zuschauerränge eines Rugby- und eines Fußballspiels beispielsweise der englischen Nationalmannschaften schaut, erkennt man heute deutliche Unterschiede im Klientel. Gewalt unter und durch Fans war lange im englischen Fußball ein enormes Problem, hat im Rugby jedoch nie eine Rolle gespielt.

## Verwaltung und finanzielle Unterstützung
Auf Regierungsebene für den Sport zuständig ist das Department of Culture, Media and Sport. Das Ministerium wird von einem Kabinettsminister geleitet, doch der ihm unterstellt Minister für Sport und Tourismus ist nicht Mitglied des Kabinetts. Für die Koordination der olympischen Sportarten zuständig ist die British Olympic Association.
Der Großteil der finanziellen Unterstützung des Spitzensports im Vereinigten Königreich kommt aus dem kommerziellen Erlös, doch ist dies auf wenige Sportarten beschränkt. Die Fußballmannschaften der FA Premier League erzielten in der Saison 2003/04 laut Deloitte Touche Tohmatsu einen Umsatz von 1,25 Milliarden Pfund, alle britischen Profi-Fußballmannschaften zusammen rund 2 Milliarden Pfund. Andere bedeutende Sportarten generieren einen Umsatz zwischen einigen Dutzend Millionen und wenigen hundert Millionen Pfund. So kosten beispielsweise die Fernsehrechte für Cricketspiele zwischen 2006 und 2009 jedes Jahr 55 Millionen Pfund.
Leichtathletik sowie die meisten anderen Sportarten, die in der Beliebtheitsskala außerhalb der Top 10 sind, sind in hohem Maße von der Unterstützung der öffentlichen Hand abhängig. Die staatliche Behörde, die dies koordiniert, ist UK Sports, die in jedem Teilstaat mit einer eigenen Unteragentur vertreten ist. Diese sind verantwortlich dafür, das von der National Lottery ausgeschüttete Geld zu verteilen. Einzelne Sportarten werden gesondert finanziert. So wird Tennis aus den Profiten der Wimbledon Championships finanziert, Pferderennen mit einer Gebühr auf Wetten.

## Beliebtheit
Eine im März 2005 vom Meinungsforschungsinstitut MORI durchgeführte Umfrage über die beliebtesten Sportarten der Briten brachte folgendes Ergebnis:
| Sportart           | Fernsehzuschauer | Aktive Teilnahme |
| ------------------ | ---------------- | ---------------- |
| Fußball            | 46 %             | 10 %             |
| Rugby Union        | 21 %             | k. A.            |
| Tennis             | 18 %             | 3 %              |
| Leichtathletik     | 18 %             | 2 %              |
| Snooker            | 17 %             | 5 %              |
| Cricket            | 17 %             | 2 %              |
| Motorsport         | 16 %             | k. A.            |
| Rugby League       | 12 %             | k. A.            |
| Boxen              | 11 %             | k. A.            |
| Golf               | 11 %             | 6 %              |
| Darts              | 9 %              | 3 %              |
| Schwimmen          | k. A.            | 21 %             |
| Turnen             | k. A.            | 12 %             |
| Badminton          | k. A.            | 3 %              |
| Squash             | k. A.            | 3 %              |
| sonst. Wassersport | k. A.            | 2 %              |
| Ski Alpin          | k. A.            | 1 %              |

## Sportmedien
Die britische Medienlandschaft wird dominiert von landesweit erscheinenden Medien, lokale Medien haben eine sehr geringe Bedeutung. Traditionell spielte die BBC bei Fernsehübertragungen eine beherrschende Rolle und bot eine umfangreiche, qualitativ hochstehende und werbefreie Berichterstattung. Übertragungsrechte erhielt sie zu einem geringen Preis. In einem geringeren Maße betrieb auch ITV Sportberichterstattung. Diese festgefügten Strukturen wurden zu Beginn der 1990er Jahre mit der Einführung von Bezahlfernsehen erschüttert. Das Marketingkonzept in den Anfangsjahren von BSkyB beruhte hauptsächlich darauf, die Übertragungsrechte für die höchste englische Fußball-Liga zu sichern und ein umfassendes Programm zu bieten. In der Folge erwarb BSkyB die Rechte auch in anderen Sportarten. Allerdings neigt BSkyB dazu, sich auf Sportwettbewerbe zu konzentrieren, die regelmäßig viele Zuschauer an sich binden können. Insbesondere Sportereignisse, die nur einmal jährlich oder seltener stattfinden, wie z. B. das Tennisturnier von Wimbledon oder Olympische Spiele, sind weiterhin frei empfangbar. Es gibt auch von der unabhängigen Fernsehkommission erlassene Verordnungen, die verhindern, dass einzelne Sportereignisse ausschließlich von Bezahlsendern ausgestrahlt werden.
Ebenfalls von Bedeutung sind die Berichterstattungen im Radio. Der Sender BBC Radio Five Live berichtet von fast allen bedeutenden Sportanlässen. Er hat einen kommerziellen Rivalen namens talkSPORT, der jedoch bei weitem nicht die Anzahl exklusiver Verträge erwerben konnte wie BSkyB. BBC Local Radio konzentriert sich auf regionale Ereignisse und Berichte von Spielen unterer Ligen. Es gibt zwar keine einzige spezialisierte Sportzeitung, doch alle nationalen Zeitungen mit Ausnahme der Financial Times bieten eine umfangreiche Sportberichterstattung. Darüber hinaus gibt es eine Vielzahl von wöchentlich oder monatlich erscheinenden Sportmagazinen.

## Mannschaftsspitzensport
In vier Sportarten gibt es professionelle Ligen von hoher Bedeutung. Fußball ist die beliebteste Sportart und wird von August bis Mai gespielt. Ebenfalls in der kühleren Jahreszeit gespielt wird Rugby Union. Im Sommer, genauer von April bis September, werden Cricket und Polo gespielt. Rugby League ist traditionell ein Wintersport, doch in den späten 1990er Jahren wurde der Ligabetrieb in den Sommer verlegt, um die Konkurrenz zum Fußball zu verringern. Es gibt auch Profiligen im Basketball und Eishockey, doch fristen diese in den Medien eher ein Schattendasein. In den übrigen Sportarten gibt es Halbprofi- bzw. Amateurligen.

### Fußball

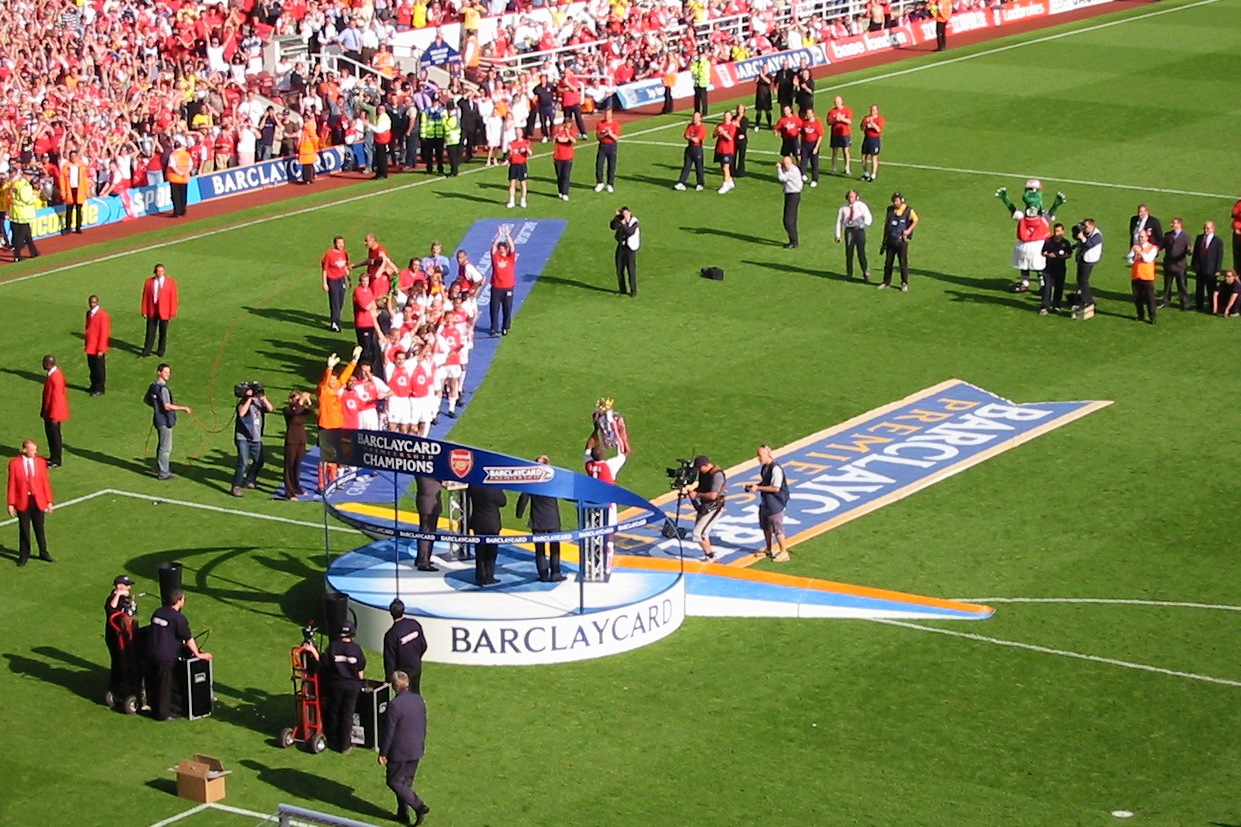
Der FC Arsenal feiert den Meistertitel 2004

Der moderne Fußball entwickelte sich aus den traditionellen britischen Fußballspielen des 19. Jahrhunderts. Dieser Sport ist heute mit großem Abstand der beliebteste. So beliebt, dass dies oft als Bedrohung für andere Sportarten gesehen wird. Auf internationaler Ebene treten die vier britischen Teilstaaten getrennt an, lediglich zu Olympischen Sommerspielen gibt es eine britische Nationalmannschaft. Das allererste Länderspiel fand 1872 zwischen Schottland und England statt. Der einzige internationale Titel ist der Gewinn der Weltmeisterschaft 1966 durch England vor heimischem Publikum.
Jeder Teilstaat hat seinen eigenen Fußballverband; es sind dies die Football Association (England), die Scottish Football Association (Schottland), die Football Association of Wales (Wales) und die Irish Football Association (Nordirland). Sie sind verantwortlich für die Nationalmannschaften, den Breitensport und die Pokalwettbewerbe. Gegenüber den Profiligen haben sie allerdings an Einfluss eingebüßt. In jeder der vier „home nations“ gibt es separate Ligasysteme.
Das englische Ligasystem umfasst Tausende von Vereinen, an deren Spitze nicht weniger als vier professionelle Ligen stehen. Die höchste ist die FA Premier League mit 20 Mannschaften. Die drei darunter stehenden Ligen (League Championship, League 1, League 2) mit insgesamt 72 Mannschaften werden von der English Football League organisiert. Unterhalb der vier obersten Ligen gibt es einige wenige Profimannschaften sowie eine Vielzahl von halbprofessionellen Mannschaften. Somit hat England mehr als hundert Profimannschaften, mehr als jedes andere europäische Land. Die zwei wichtigsten englischen Pokalwettbewerbe sind der FA Cup und der League Cup.
Schottland besitzt eine ähnliche Struktur, aber in kleinerem Umfang. Die wichtigste Liga ist die Scottish Premier League (SPL) mit zwölf Mannschaften, die von den Glasgow Rangers und von Celtic Glasgow klar dominiert wird, sowohl finanziell als auch in Bezug auf die Anzahl der Fans. Unterhalb der SPL ist die Scottish Football League mit drei Ligen und insgesamt 30 Vereinen, von denen aber nicht alle vollprofessionell sind. Die zwei wichtigsten Pokalwettbewerbe sind der Scottish Cup und der Scottish League Cup.
Die höchste Liga in Wales ist die League of Wales. Deren Bedeutung ist allerdings relativ gering, da Rugby Union der walisische Nationalsport ist und die drei besten walisischen Mannschaften im englischen Ligasystem integriert sind. Der Welsh Cup und der FAW Premier Cup sind die wichtigsten Pokalwettbewerbe. Die oberste Liga in Nordirland ist die Irish Football League mit drei Klassen, die trotz ihres Namens nur nordirischen Mannschaften offensteht, dies im Gegensatz zur durchlässigeren League of Ireland aus der Republik Irland.

### Cricket

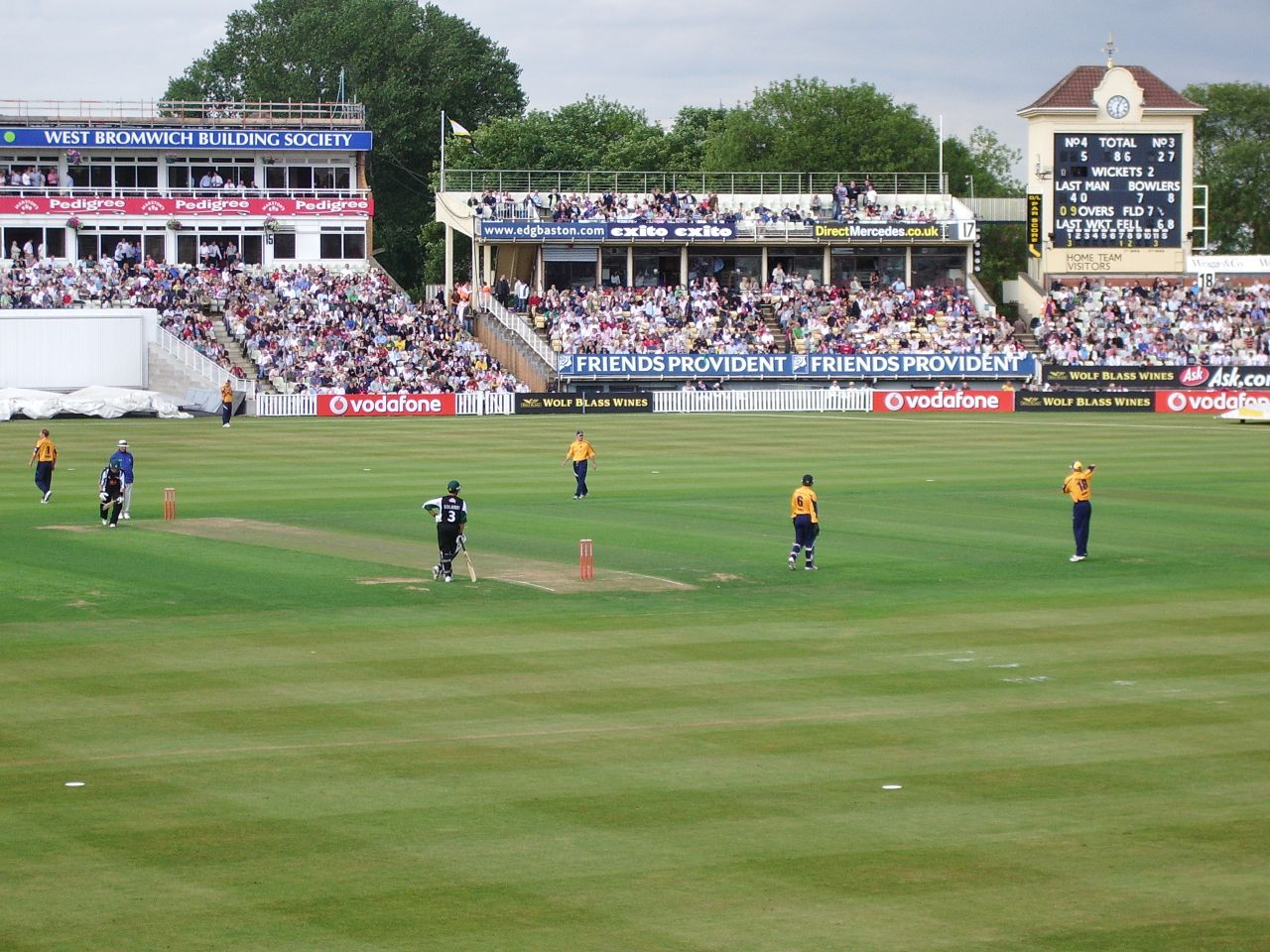
Warwickshire gegen Worcestershire beim Twenty20 Cup in Birmingham (Juli 2006)

Cricket wurde in England entwickelt und gilt als englischer Nationalsport im Sommer. Im Bereich der Finanzen, bei den Zuschauerzahlen und beim Umfang der Berichterstattung kommt Cricket zwar bei weitem nicht an den Fußball heran, doch genießt der Sport gleichwohl ein hohes Ansehen. Es gibt 18 professionelle Grafschaftsmannschaften (county clubs), davon 17 in England und eine in Wales. Jeden Sommer treten diese Mannschaften in der County Championship aufeinander, die aus zwei Ligen mit acht bzw. zehn Mannschaften besteht und in denen die Spiele über vier Tage ausgetragen werden (das sogenannte First-Class-Cricket). Die gleichen Mannschaften spielen auch im Royal London One-Day Cup (List A Cricket) und im Twenty20 Cup. Die Mannschaften sind in hohem Maße abhängig von den Subventionen des England and Wales Cricket Board, das seine Einnahmen aus Fernseh- und Werbeverträgen sowie aus den Zuschauereinnahmen bei internationalen Spielen generiert.
Auf internationaler Ebene sind Schottland, England (zusammen mit Wales) und Irland (Nordirland und Republik Irland gemeinsam) mit eigenen Mannschaften vertreten. England und Irland sind als Test-Cricket-Nationen anerkannt und somit für Fünf-Tage-Länderspiele spielberechtigt, während Schottland Associate Member des International Cricket Council ist und lediglich One-Day Internationals bestreitet. Jeden Sommer besuchen zwei bis drei ausländische Mannschaften England, um sieben Test Matches und zahlreiche One-Day-Spiele zu bestreiten. Im Winter ist es die englische Mannschaft, die im Ausland unterwegs ist. Der bedeutendste Rivale ist die australische Mannschaft, mit denen die Engländer um The Ashes spielen, eine der berühmtesten Trophäen des britischen Sports. England war bisher Gastgeber der meisten Cricket World Cups (1975, 1979, 1983, 1999 und 2019) und 2019 gelang der größte Erfolg bei diesem Turnier, als man gegen Neuseeland nach Anzahl der Boundaries gewann, nachdem das Finale (und das anschließende Super Over) erstmals unentschieden endete.

### Rugby
Wie Fußball haben sich auch Rugby Union und Rugby League aus traditionellen britischen Ballspielen des 19. Jahrhunderts entwickelt. Die Regeln des Rugby Union wurden 1871 standardisiert. Rugby League entstand 1895, als einige Vereine wünschten, ihre Spieler bezahlen zu dürfen und in der Folge leicht abweichende Regeln schufen. Während fast des gesamten 20. Jahrhunderts herrschte eine große Rivalität zwischen den beiden Varianten des Spiels. Rugby League galt als Spiel der Arbeiterklasse und war in den Industrieregionen Nordenglands verwurzelt, während Rugby Union in allen Teilstaaten beliebt ist und eher die Mittelschicht ansprach. Diese Rivalität ist seit 1995 merklich kleiner geworden, nachdem der International Rugby Board beschloss, Rugby Union für Profispieler zu öffnen.

#### Rugby Union

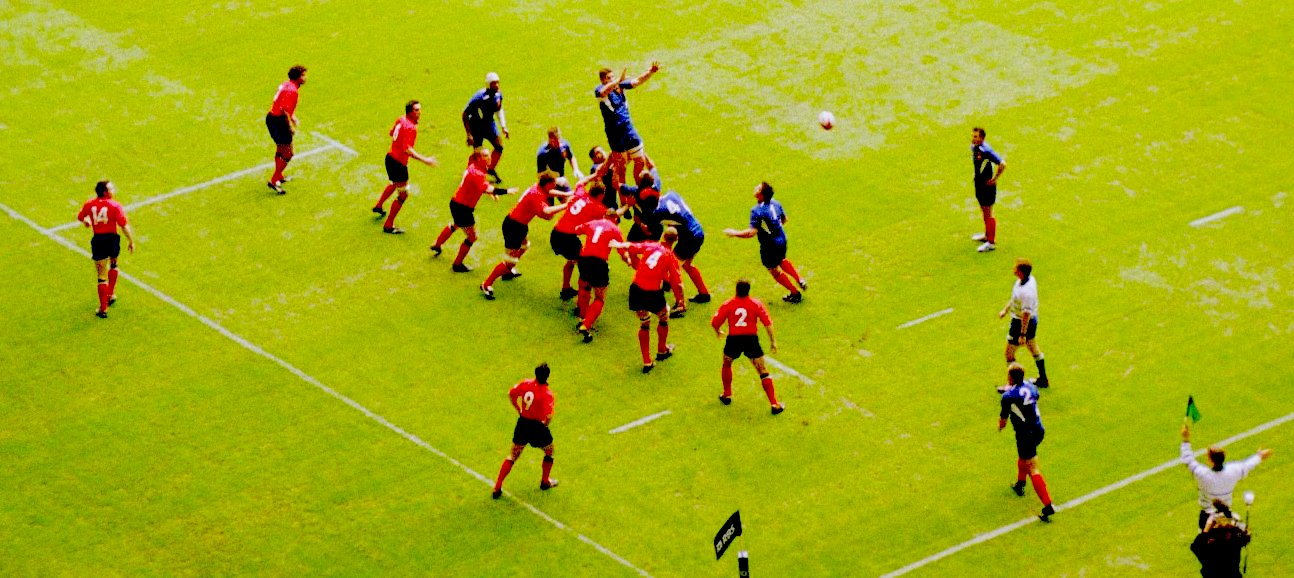
Szene aus dem Spiel Frankreich-Wales beim Six Nations in Cardiff (2004)

In Wales gilt Rugby Union als Nationalsport. Die vier „home nations“ treten auf internationaler Ebene mit getrennten Mannschaften auf, wobei Nordirland mit der Republik Irland eine gemeinsame Mannschaft bildet. Alle britischen Nationalmannschaften gehören zu den zehn Besten der Welt. Sie nehmen am wichtigsten europäischen Wettbewerb teil, den Six Nations (zusammen mit Frankreich und Italien). Darüber hinaus spielen sie regelmäßig gegen die Springboks (Südafrika), die Wallabies (Australien), die All Blacks (Neuseeland) und andere Nationalmannschaften. Die englische Nationalmannschaft gewann die in Australien ausgetragene Weltmeisterschaft 2003, womit erstmals eine Mannschaft der nördlichen Hemisphäre Weltmeister wurde.
Der wichtigste Wettbewerb in England ist die English Premiership mit zwölf Mannschaften. Ebenfalls von Bedeutung ist der Pokalwettbewerb Anglo-Welsh Cup, an dem seit 2005 auch walisische Mannschaften teilnehmen. Seit der Professionalisierung des Sports ist die durchschnittliche Zuschauerzahl markant angestiegen. Einen nachteiligen Effekt hatte diese Entwicklung aber auf die traditionellen Strukturen in Schottland, Wales und Irland, da die dortigen Vereine nicht über die finanziellen Möglichkeiten verfügen, um mit englischen und französischen Mannschaften mitzuhalten. Diese drei Länder haben deshalb auf der obersten Ebene gemeinsame Strukturen in Form der Celtic League geschaffen. Ab Saison 2010/11 wurden auch italienische Mannschaften integriert. Derzeit spielen vier walisische, drei irische, eine nordirische, zwei schottische, zwei italienische sowie zwei südafrikanische Mannschaften in der Liga, die seit 2017 Pro14 heißt.
Britische Vereine und Provinzauswahlmannschaften nehmen auch an den zwei europäischen Wettbewerben teil, dem European Rugby Champions Cup und dem European Rugby Challenge Cup.

#### Rugby League
Der Rugby-League-Verband für das gesamte Vereinigte Königreich ist die Rugby Football League. Im Allgemeinen zieht Rugby League weniger Zuschauer an als Rugby Union, doch vor allem in dessen Kernland (Yorkshire und Nordwestengland) ist der Zuschaueraufmarsch ansprechend; auch bei Fernsehzuschauern ist der Sport beliebt. Der höchstklassige Vereinswettbewerb Englands (und auch Europas) ist die Super League; zehn der zwölf Mannschaften kommen aus dem Kernland, eine aus London und eine aus Frankreich. Unterhalb der Super League sind die drei National Leagues mit je zehn Mannschaften. Der wichtigste Pokalwettbewerb ist der Challenge Cup, an dem auch Mannschaften aus Frankreich und Russland teilnehmen.
Rugby League wird auch als Amateursport betrieben, insbesondere im nordenglischen Kernland, wo der Spielbetrieb von der British Amateur Rugby League Association organisiert wird. Seitdem die Rugby-Union-Verbände Rugby League nicht mehr diskriminieren, ist die Anzahl der Amateurspieler markant angestiegen, insbesondere außerhalb des Kernlandes.
Auf internationaler Ebene stellt eigentlich nur England eine ernstzunehmende Nationalmannschaft, mit Ausnahme vielleicht von Wales. Bei zahlreichen Turnieren schließen sich die vier „home nations“ zusammen und treten gemeinsam als „Great Britain“ an. Die britische Nationalmannschaft gewann die Weltmeisterschaft 1954, 1960 und 1972. Doch gerade in diesem Wettbewerb treten England und Wales seither getrennt an, mit der Folge, dass Australien seit 1975 ungeschlagen ist. Die britische Nationalmannschaft misst sich mit Australien und Neuseeland im seit 1999 bestehenden Tri-Nations-Wettbewerb. Darüber hinaus spielt sie gegen Australien um die Rugby League Ashes und gegen Neuseeland um den Baskerville Shield.

### Polo
Polo kam durch englische Armeeangehörige aus Indien nach Großbritannien. Von dort verbreitete sich der Sport nach Argentinien, in die USA und nach Australien. Der britische Offizier Edward Hartopp schuf das erste Regelwerk für Polo in Europa und 1872 wurde in Monmouthshire der zweite Poloclub in Europa gegründet. Heute sind geschätzt über 2000 Spieler in 55 Clubs aktiv. Bekannte Polo-Turniere wie der Queen’s Cup und der Gold Cup ziehen Tausende von Zuschauern an. Großbritannien hat bislang drei Goldmedaillen im Polo bei den Olympischen Sommerspielen gewonnen sowie je zwei Zweite und Dritte Plätze bei der Poloweltmeisterschaft und fünf Siege bei der Poloeuropameisterschaft erreicht. Zu den bekanntesten Spielern Großbritanniens gehören König Charles III. sowie dessen Söhne Prinz William und Prinz Harry. Die englischen Profi-Spieler Mark Tomlinson und Luke Tomlinson waren die ersten europäischen Polospieler bei den argentinischen Open in Buenos Aires, als sie dort 2005 zum ersten Mal antraten.

### Andere Mannschaftssportarten
Basketball ist im Vereinigten Königreich eine Sportart von geringer Bedeutung. Ab der Saison 2005/06 ist die British Basketball League mit elf Mannschaften die höchste Liga, darunter ist die English Basketball League mit zwölf Mannschaften. Die Mannschaften sind professionell oder halbprofessionell, verfügen jedoch über bescheidene Mittel. Die britische Nationalmannschaft kann keinerlei internationale Erfolge aufweisen. Ebenfalls von geringer Bedeutung, trotz einiger großer Erfolge in der ersten Hälfte des 20. Jahrhunderts, ist Eishockey. Die oberste Liga ist die Elite Ice Hockey League. Hingegen genießt Hockey eine ungleich höhere Beachtung, so gewann das britische Männerteam bei den Olympischen Spielen 1988 die Goldmedaille. Seit diesem Erfolg ist allerdings das Leistungsniveau gesunken, insbesondere aufgrund der Zersplitterung der Kräfte in vier Nationalmannschaften bei anderen internationalen Turnieren. Australian Football wird nur auf Amateurebene gespielt, dies vor allem von australischen Einwanderern, die in London sehr zahlreich sind. Fast ausschließlich in Schottland wird Curling gespielt. Das ebenfalls auf den britischen Inseln erfundene Wasserball-Spiel ist an Universitäten und Privatschulen immer recht weit verbreitet, allerdings wurde der Anschluss an die Weltspitze schon vor dem Zweiten Weltkrieg verloren.

## Einzelspitzensport

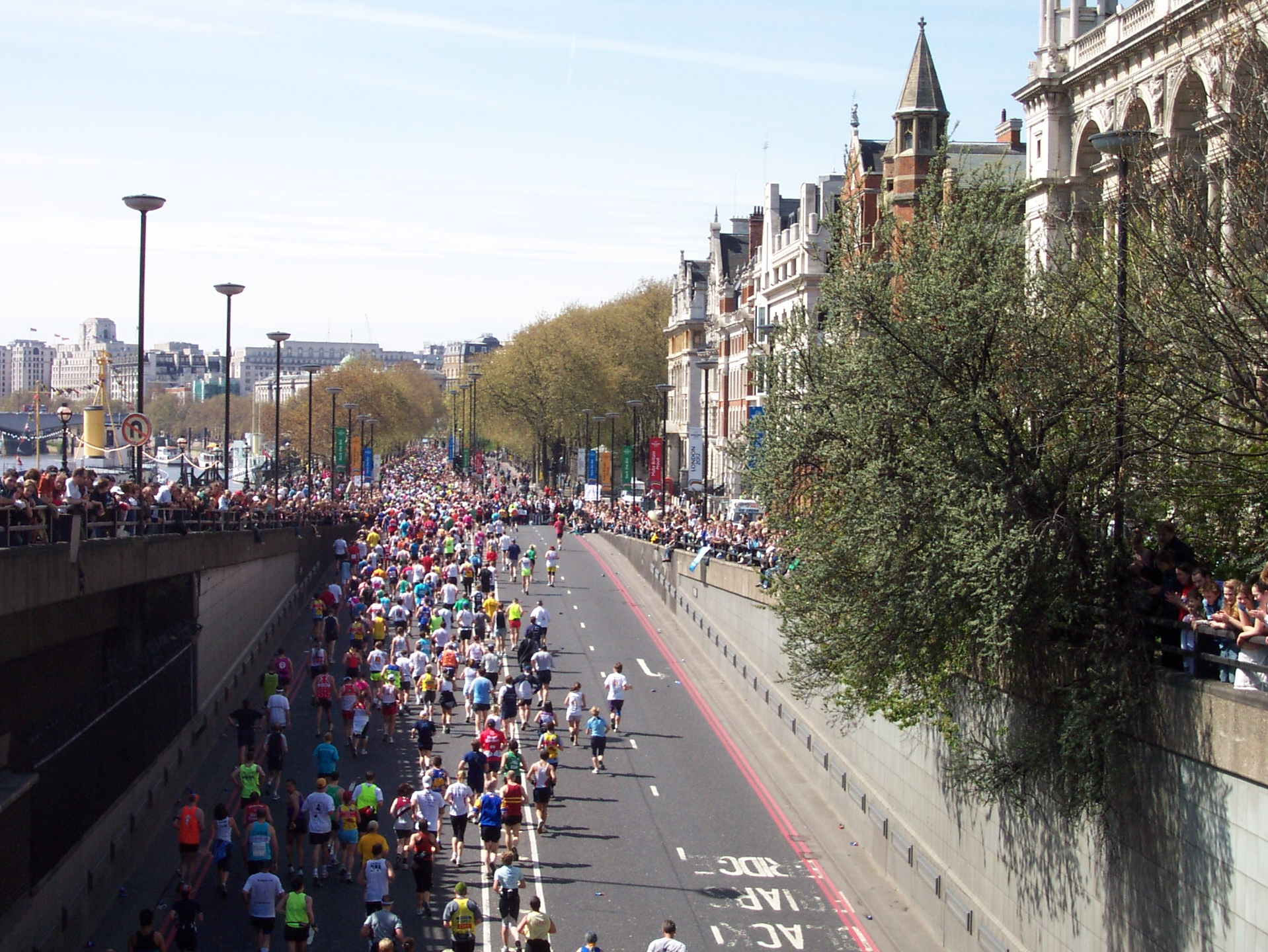
London-Marathon 2005

### Leichtathletik
Über das ganze Jahr gesehen wird Leichtathletik zwar wenig beachtet, doch bei bedeutenden Meisterschaften nimmt das Interesse um ein Vielfaches zu. Die Aufmerksamkeit, die erfolgreichen britischen Athleten zuteilwird, lässt sich gut daran messen, dass bei den Wahlen zur BBC Sports Personality of the Year Vertreter anderer Sportarten bei weitem nicht so häufig berücksichtigt werden wie Leichtathleten. Der für die britische Leichtathletik zuständige Verband ist UK Athletics (UKA). Darüber hinaus gibt es halb-unabhängige Teilverbände in jedem der vier Teilstaaten.
In den letzten Jahrzehnten gewannen britische Athleten bei Olympischen Spielen in der Regel eine bis drei Goldmedaillen. Traditionell sind die Männer erfolgreich, insbesondere bei den Mittelstrecken. Doch seit Ende der 1980er Jahre gab es auch zunehmend Erfolge in anderen Disziplinen und bei den Frauen zu verzeichnen. Die wichtigsten jährlich stattfindenden Leichtathletikveranstaltungen sind der London-Marathon und der Great North Run, ein Halbmarathon zwischen Newcastle upon Tyne und South Shields.

### Golf

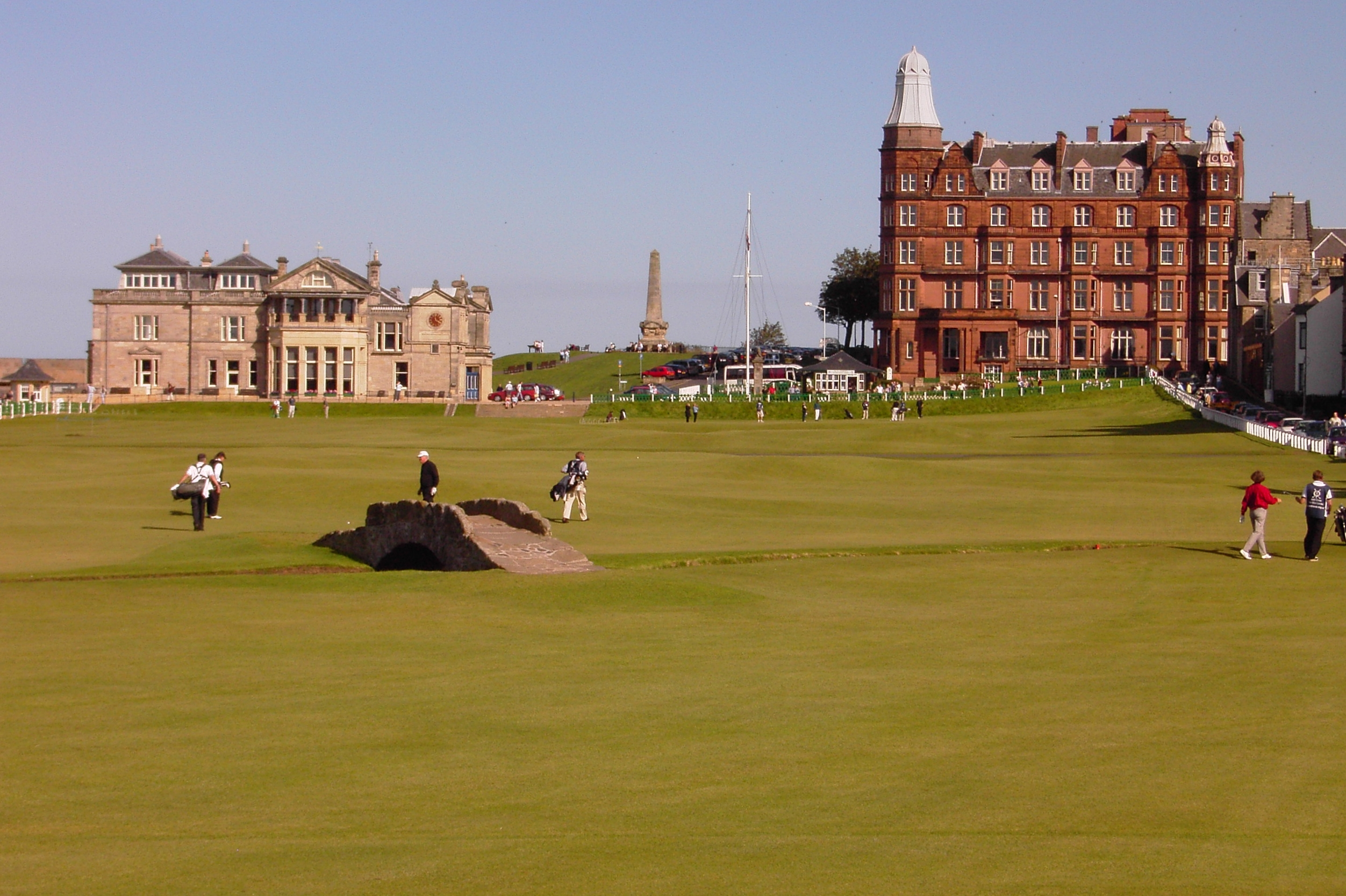
Der Old Course in St Andrews

Der moderne Golfsport wurde in Schottland entwickelt. Zu Beginn des 20. Jahrhunderts waren die britischen Golfer die besten der Welt und gewannen vor dem Ersten Weltkrieg beinahe alle US Open. Zwar sind die amerikanischen Golfer seither führend, doch immer wieder gab es auch höchst erfolgreiche britische Golfer, insbesondere in den 1980er und 1990er Jahren. Die Open Championship ist das älteste noch ausgespielte Golfturnier der Welt und das einzige Major-Turnier der Männer außerhalb der USA. Es findet alternierend auf einer Anzahl von britischen Golfplätzen statt, mit Schwerpunkt in Schottland. Der berühmteste dieser Golfplätze ist St Andrews Links mit dem Old Course, das auch als „Heimstatt des Golfs“ bezeichnet wird. Die PGA European Tour hat ihren Hauptsitz im Wentworth Club südwestlich von London, in keinem anderen Land finden mehr Turniere dieser Serie statt als im Vereinigten Königreich. Die meisten Spieler der europäischen Ryder-Cup-Mannschaft sind Briten.

### Tennis
Tennis ist eine weitere Sportart, die im Vereinigten Königreich ihren Ursprung hatte. Doch die Aufmerksamkeit der Medien beschränkt fast ausschließlich auf die Wimbledon Championships. Seit 1936 hat kein Brite dieses prestigeträchtige Turnier gewonnen, seit 1977 keine Frau. Der Verband dieses Sports ist die Lawn Tennis Association, die den größten Teil des in Wimbledon erzielten Gewinns in die Nachwuchsarbeit investiert, in der Hoffnung, einen erfolgreichen Spieler hervorzubringen. Doch die erfolgreichsten Spieler der letzten Jahre wie Greg Rusedski oder Tim Henman durchliefen gar nicht das Förderprogramm des Verbandes.
Das britische Team der Männer gewann bisher zehn Mal den Davis Cup, neun Erfolge fallen in die Zeit vor dem Zweiten Weltkrieg und der zehnte Sieg fiel 2015 gegen Belgien. Das britische Tennis-Team der Frauen erreichte vier Mal das Finale des Fed Cup, verlor aber jedes Mal, zuletzt 1981.

### Motorsport

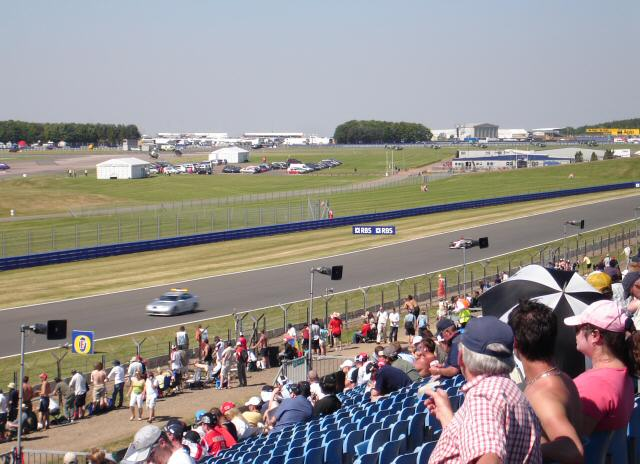
Stowe Corner in Silverstone

Das Vereinigte Königreich ist das unbestrittene Zentrum der Formel 1. Die meisten Teams der Formel 1 haben ihren Sitz in England und mehr Weltmeistertitel wurden von britischen Rennfahrern gewonnen als von Fahrern aus anderen Ländern. Der Große Preis von Großbritannien findet jeden Juli auf dem Silverstone Circuit statt, früher alternierend mit dem Aintree Circuit und Brands Hatch.
Neben der Formel 1 finden eine Anzahl weiterer Rennen statt, so zum Beispiel die Britische Formel-3-Meisterschaft, die britische Tourenwagen-Meisterschaft und zahlreiche Motorradrennen. Bekannte Rennstrecken neben Silverstone und Brands Hatch sind unter anderem Donington Park und Oulton Park. Mehrmals erfolgreich waren britische Fahrer bei der Rallye-Weltmeisterschaft. Zum Weltmeisterschaftsprogramm zählt jeweils die Wales Rally Great Britain.
Neben Automobil- erfreuen sich auch Motorradrennen großer Beliebtheit. Das Königreich gilt als das Mutterland des Motorradsports überhaupt. Die Tourist Trophy, die seit 1907 auf der Isle of Man auf öffentlichen Straßen stattfindet, ist eines der bekanntesten und schwierigsten Motorradrennen der Welt. Vor dem Zweiten Weltkrieg dominierten britische Fahrer und Hersteller die Motorrad-Europameisterschaft. Danach waren Briten, speziell in den 1950er- und 1960er-Jahren, auch in der Motorrad-Weltmeisterschaft sehr erfolgreich.
Zum Großen Preis von Großbritannien für Motorräder, den britischen Läufen zur Superbike-Weltmeisterschaft und den vielen nationalen Straßen- und Rundstreckenrennen strömen jährlich Hunderttausende Besucher.
Die nationale British Superbike Championship gilt als eine der besten Superbike-Meisterschaften der Welt.
Populär ist auch der Speedwaysport mit seiner Profiliga. Die britischen Speedwayfahrer Tommy Price, Freddie Williams, Peter Craven, Peter Collins (Bahnsportler), Michael Andrew Lee, Gary Havelock, Mark Loram und Tai Woffinden bescherten Großbritannien zehn Goldmedaillen in der Speedway-Einzelweltmeisterschaft.
Simon Wigg und Kelvin Tatum gewannen zudem insgesamt achtmal die Langbahn-Weltmeisterschaft.

### Boxen
Auch bei der Entwicklung des modernen Boxsports war das Vereinigte Königreich führend, insbesondere mit den 1867 aufgestellten Queensberry-Regeln, die in ihren Grundzügen noch heute gültig sind. Bei britischen Boxkämpfen kann in der Regel das meiste Geld außerhalb der USA verdient werden. Besonders große Bekanntheit erlangen Schwergewichtsboxer, doch die meisten britischen Weltmeister traten in den mittleren Gewichtsklassen an. Das Profiboxen fällt in die Zuständigkeit des British Boxing Board of Control (BBBofC), das Amateurboxen in jene der Amateur Boxing Association of England (ABA) respektive deren Schwesterorganisationen der übrigen drei Teilstaaten. Das Amateurboxen hat heute einen geringen Beachtungsgrad, da viele Boxer bereits in jungen Jahren zu den Profis wechseln. Die nationalen Meisterschaften und internationalen Mannschaftswettkämpfe der Amateure, die einst zu den Höhepunkten des britischen Sportjahres zählten, sind heute fast in der Bedeutungslosigkeit versunken.

### Rudern

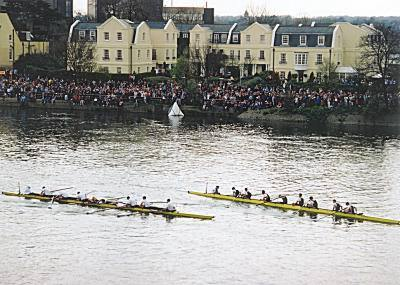
Das Boat Race auf der Themse

Rudern ist eine beliebte und etablierte Sportart im Vereinigten Königreich. Es wird vor allem mit renommierten Internaten und den Universitäten von Oxford und Cambridge in Verbindung gebracht. Die berühmtesten britischen Ruderveranstaltungen sind das Boat Race und die Henley Royal Regatta, beide auf der Themse ausgetragen. In Besitz des Eton College ist die Regattastrecke Dorney Lake. In den letzten Jahren hat die Beachtung für den Rudersport aufgrund britischer Erfolge an Weltmeisterschaften und Olympischen Spielen zugenommen, insbesondere jenen von Steven Redgrave und Matthew Pinsent.

### Schwimmen
Die drei Schwimmverbände von England, Schottland und Wales werden durch die Dachorganisation British Swimming zusammengefasst. Das Vereinigte Königreich entsendet jeweils große Teams an alle bedeutenden internationalen Anlässe und kann auch einige Erfolge verbuchen, doch das Land gehört zurzeit nicht zu den führenden Schwimmnationen. Die Beachtung des Sports ist jeweils während der Commonwealth Games und den Olympischen Spielen am höchsten. Im Vergleich zu anderen europäischen Ländern ist die Anzahl von 50-Meter-Schwimmbecken gering. So gab es 2005 lediglich deren 13, weitere zehn befanden sich in Planung. Viel verbreiteter sind jedoch 25-Meter-Becken. Auch ist Schwimmen eine beliebte Freizeitbeschäftigung, der über ein Fünftel aller Einwohner nachgehen.

### Reitsport

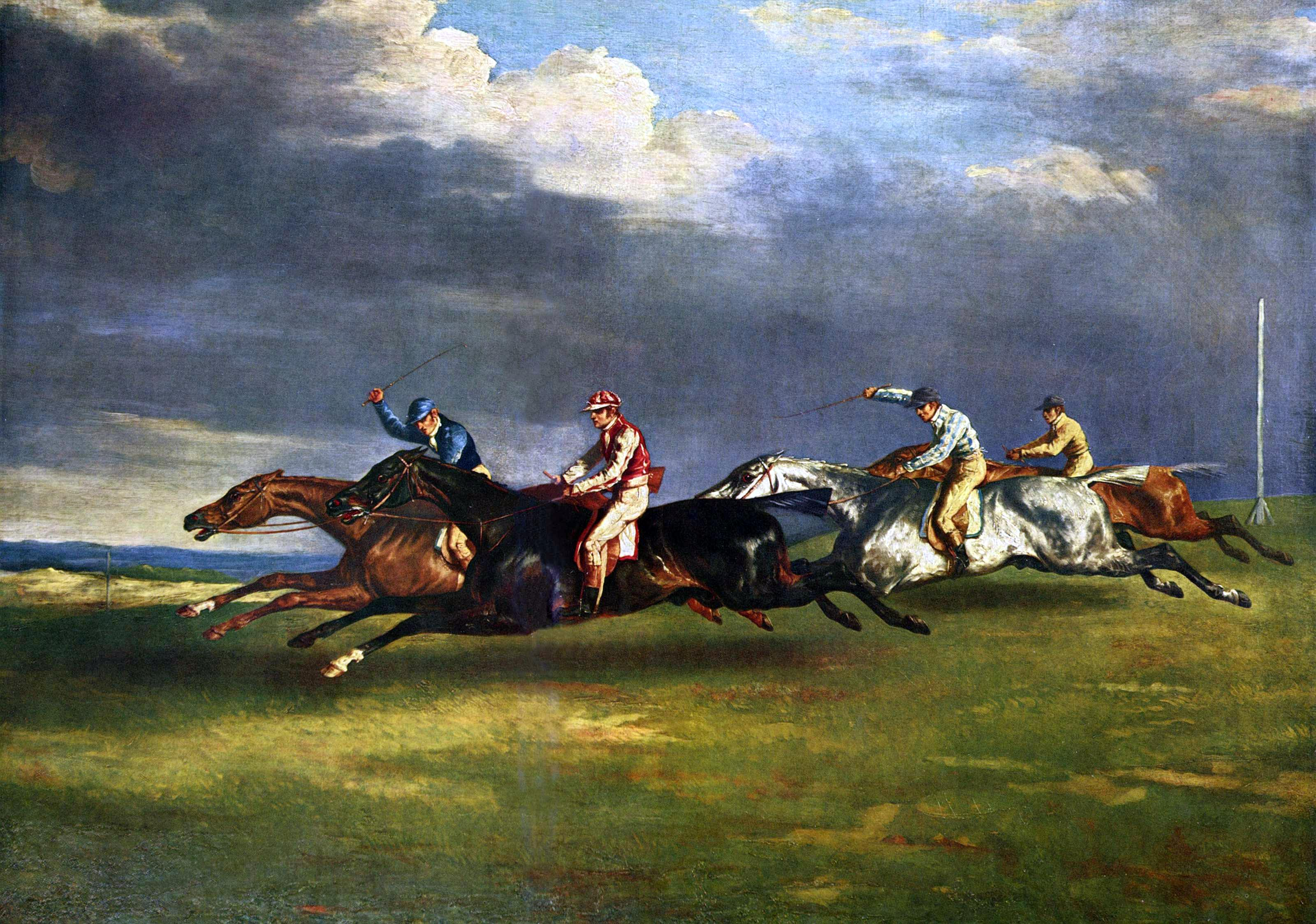
Das Epsom Derby im Jahr 1821, Gemälde von Théodore Géricault

Pferderennen nehmen im britischen Sportgeschehen einen prominenten Platz ein und gehören in den Medien zu den meistbeachteten Ereignissen. Es gibt 60 Rennstrecken in Großbritannien und zwei in Nordirland, die pro Jahr rund sechs Millionen Besucher anziehen. Organisiert wird der Sport durch den Jockey Club und das British Horseracing Board. Im Winter finden in der Regel die National-Hunt-Hindernisrennen statt, im Sommer die Flachrennen. Doch die Saisons sind lang und überlappen sich. Die drei wichtigsten Flachrennen sind in der Triple Crown zusammengefasst; es sind dies die Two Thousand Guineas, das Epsom Derby und die St. Leger Stakes. Weitere bedeutende Flachrennen sind unter anderem die One Thousand Guineas, die Epsom Oaks, das Royal Ascot, das Glorious Goodwood und das Ebor Festival. Höhepunkte der National-Hunt-Saison sind das Cheltenham Festival und das Aintree Grand National.
Das Vereinigte Königreich spielte eine führende Rolle bei der Entwicklung des Vielseitigkeitsreitens und des Springreitens. Zwei der vier jährlich ausgetragenen dreitägigen Vielseitigkeitswettbewerbe, die von Weltreitverband FEI zur höchsten Kategorie gezählt werden, finden hier statt; es sind dies die Badminton Horse Trials und die Burghley Horse Trials. Der Wettbewerb in Badminton zählt bis zu einer Viertelmillion Zuschauer beim Geländeritt, womit es der meistbesuchte kostenpflichtige Sportanlass des Landes ist.

### Andere Einzelsportarten
Eine der beliebtesten Sportarten der Briten ist Snooker und wird häufig im Fernsehen übertragen, da diese zu einem niedrigen Preis ein langes und attraktives Programm anbieten können. Die Snookerweltmeisterschaft findet seit 1977 jedes Jahr im Crucible Theatre in Sheffield statt. Weitere bedeutende Turniere sind die UK Championship, das Masters und die Welsh Open. Ebenfalls großer Beliebtheit, auch am Fernsehen, erfreut sich Darts.
Es gibt zahlreiche andere Sportarten, bei denen britische Sportler erfolgreich sind. Sie finden aber weitaus weniger Beachtung, außer vielleicht bei Olympischen Spielen und den Commonwealth Games oder wenn ein Brite etwas Außergewöhnliches wie einen neuen Weltrekord leistet. Zu diesen Sportarten gehören unter anderem der Straßenradsport, Judo, Segelflug, moderner Fünfkampf oder Segeln.

## Olympische Spiele

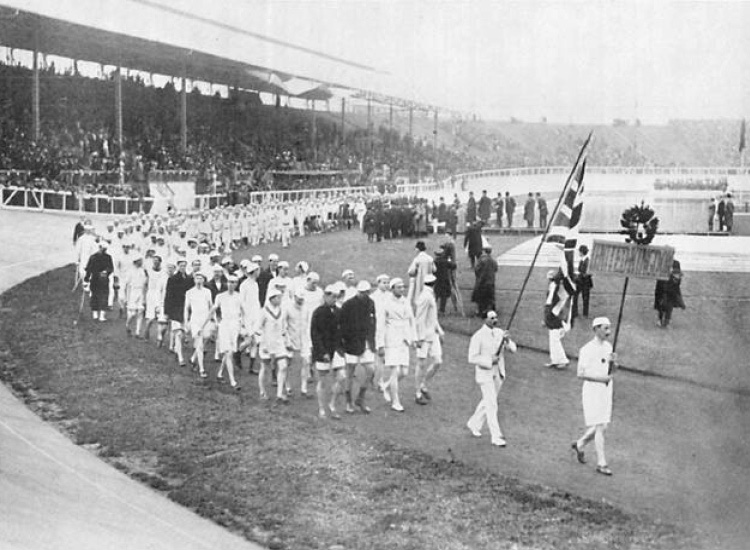
Eröffnungsfeier der Olympischen Spiele 1908 im Londoner White City Stadium

Bei Olympischen Spielen tritt das Vereinigte Königreich unter der Bezeichnung „Great Britain“ an. Dies ist allerdings unpräzise, weil dadurch Nordirland nicht erwähnt wird. Im Ewigen Medaillenspiegel liegt das Land auf dem sechsten Platz, doch überproportional viele Medaillen wurden zu Beginn des 20. Jahrhunderts gewonnen. Nach dem Zweiten Weltkrieg wurde die britische Medaillenausbeute im Allgemeinen als eher enttäuschend empfunden. Seit 2000 ist jedoch wieder ein markanter Anstieg zu verzeichnen. Sportarten, in denen britische Athleten am erfolgreichsten waren, sind Rudern, Segeln, Radsport und Leichtathletik. London war Austragungsort der Olympischen Sommerspiele 1908 und 1948. Im Jahr 2012 war London die erste Stadt überhaupt, die zum dritten Mal Gastgeberin war. Wintersport spielt aufgrund der klimatischen Bedingungen nur eine geringe Rolle. Allerdings gab es im Eiskunstlauf, im Curling und Bobfahren bereits einige Erfolge zu feiern.

## Behindertensport
Bei der Entwicklung des Behindertensports spielte das Vereinigte Königreich eine bedeutende Rolle. Die Paralympischen Spiele hatten ihren Ursprung in den Stoke Mandeville Games, die 1948 beim Stoke Mandeville Hospital in Buckinghamshire ausgetragen wurden. Das britische Team schneidet im Medaillenspiegel der Paralympischen Spiele jeweils bedeutend besser ab als bei den Olympischen Spielen. Es war niemals schlechter als auf den fünften Platz klassiert. Viel zur Popularität des Behindertensports trägt die regelmäßige Berichterstattung und aktive Förderung der BBC bei.
Special Olympics Großbritannien wurde 1978 gegründet und nahm mehrmals an Special Olympics Weltspielen teil. Der Verband hat seine Teilnahme an den Special Olympics World Summer Games 2023 in Berlin angekündigt. Die Delegation wird vor den Spielen im Rahmen des Host Town Programs von Stuttgart betreut.

## Studentensport
Abgesehen von einigen Veranstaltungen der Universitäten Oxford und Cambridge hat der studentische Sport im Vereinigten Königreich einen sehr tiefen Stellenwert. Universitäten besitzen in der Regel gut ausgebaute Sportanlagen, doch gibt es kein System von Sportstipendien. Die Universität Loughborough gilt als diejenige Universität, die sich am stärksten um den Sport kümmert. Angehende Profispieler in den von der Arbeiterklasse geprägten Mannschaftssportarten Fußball und Rugby League besuchen in der Regel keine Universität. Bei talentierten Jugendliche in den vom Mittelstand geprägten Sportarten Cricket und Rugby Union ist dies tendenziell eher der Fall, doch spielen ihre Vereinstrainer meist eine größere Rolle bei der Entwicklung als ihre Universitätstrainer.

## Schulsport
Sportunterricht ist für alle Schüler bis 16 Jahre obligatorisch, doch die effektive Zeit, die für Sport aufgewendet wird, ist oft gering. Regelmäßig wird beklagt, dass die staatlichen Schulen zu wenig tun, ihre Schüler zu einer sportlichen und gesunden Lebensweise zu erziehen. In privaten Schulen ist die Sportkultur stärker entwickelt. Spitzenathleten fast aller Sportarten sind überproportional häufig Abgänger solcher Schulen, mit Ausnahme von Fußball, Rugby League und Leichtathletik. Neben den bereits erwähnten Sportarten erfreuen sich in den tieferen Schulklassen vor allem Netball und Rounders großer Beliebtheit, werden jedoch fast ausschließlich von Mädchen gespielt. Allerdings ist in den letzten Jahren der Trend zu beobachten, dass Mädchen vermehrt Sportarten ausüben, die traditionell als männlich gelten, insbesondere Fußball.

## Bedeutende Sportanlagen

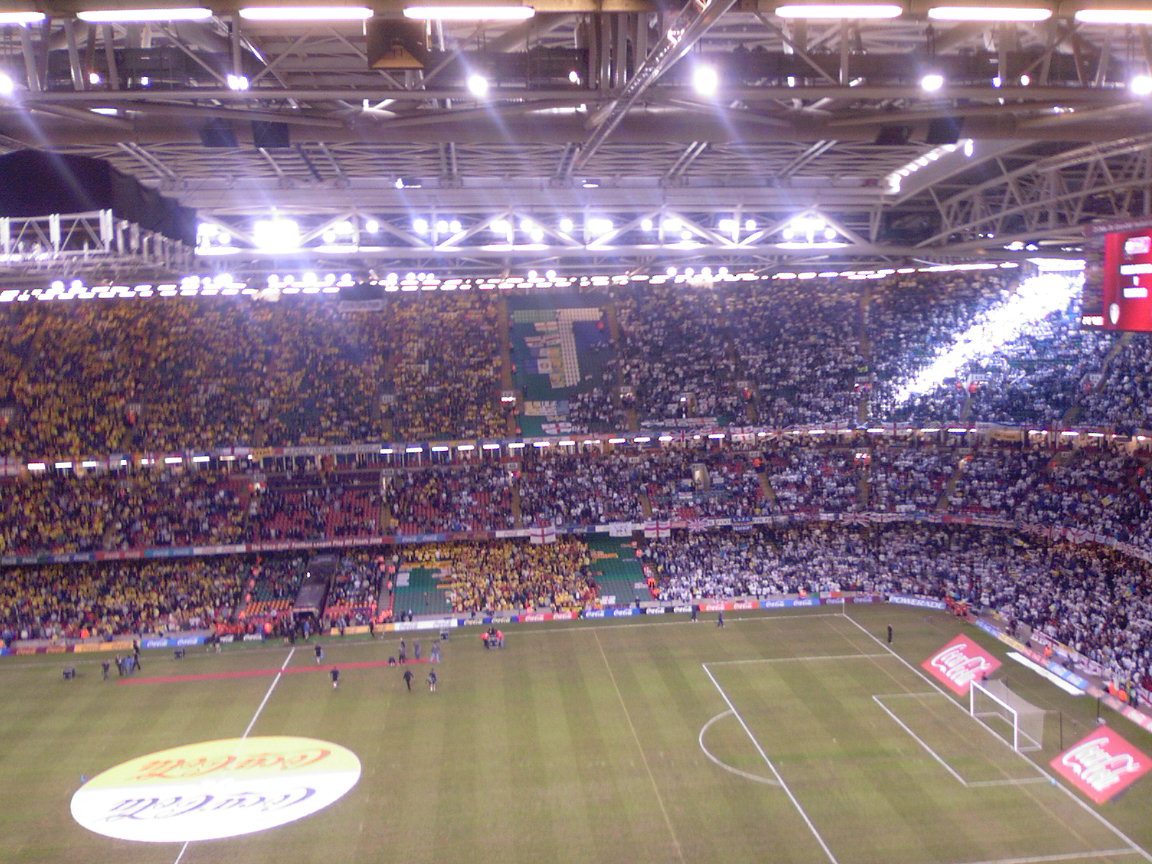
Millennium Stadium

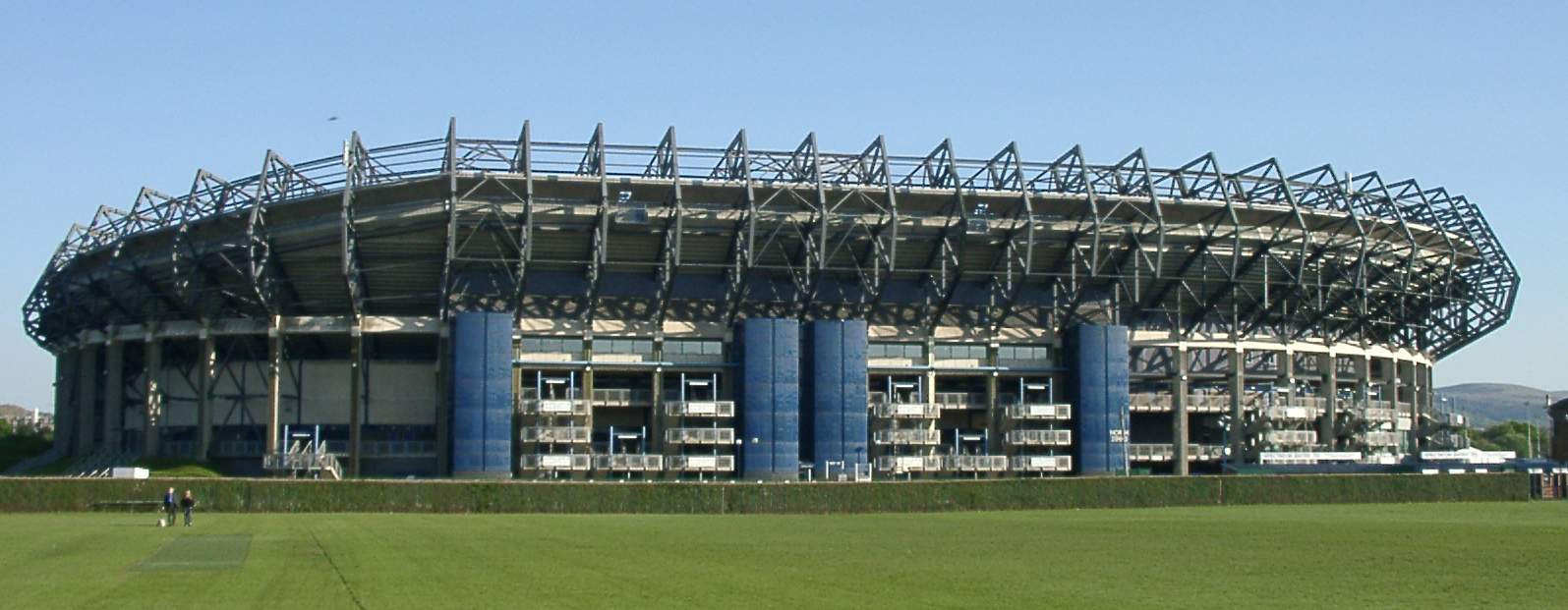
Murrayfield Stadium

### Nationalstadien
Mehrere der bedeutendsten und am besten ausgestatteten Stadien im Vereinigten Königreich wurden einzig für Nationalmannschaften errichtet und stehen für Spiele auf Vereinsebene nur in Ausnahmefällen zur Verfügung:
- Wembley-Stadion in London: Heimstadion der englischen Fußballnationalmannschaft. 1923 eröffnet, wurde umgebaut. Kapazität 90.000 Zuschauer nach der Wiedereröffnung im Jahr 2007. War zudem die Hauptwettkampfstätte der Olympischen Sommerspiele 1948.
- Twickenham Stadium in London: Heimstadion der englischen Rugby-Union-Nationalmannschaft. Eröffnung 1909; Kapazität 75.000 (wird auf 82.000 erhöht).
- Millennium Stadium in Cardiff: Heimstadion der walisischen Rugby-Union-Nationalmannschaft und der walisischen Fußballnationalmannschaft. Eröffnung 1999; Kapazität 75.000 Zuschauer. Dient seit 2001 bei bedeutenden englischen Fußballspielen als Ersatz während des Neubaus des Wembley Stadium.
- Murrayfield Stadium in Edinburgh: Heimstadion der schottischen Rugby-Union-Nationalmannschaft. Eröffnung 1925; Kapazität: 67.500 Zuschauer.
- Hampden Park in Glasgow: Heimstadion der schottischen Fußballnationalmannschaft. Eröffnung 1903; Kapazität: 52.000 Zuschauer.

Das Nationalstadion Nordirlands, der 1905 eröffnete Windsor Park in Belfast ist mit einer Kapazität von 20.332 Zuschauern bedeutend kleiner. Es ist das einzige, in dem regelmäßig Vereinsspiele stattfinden.

### Vereinsfußballstadien

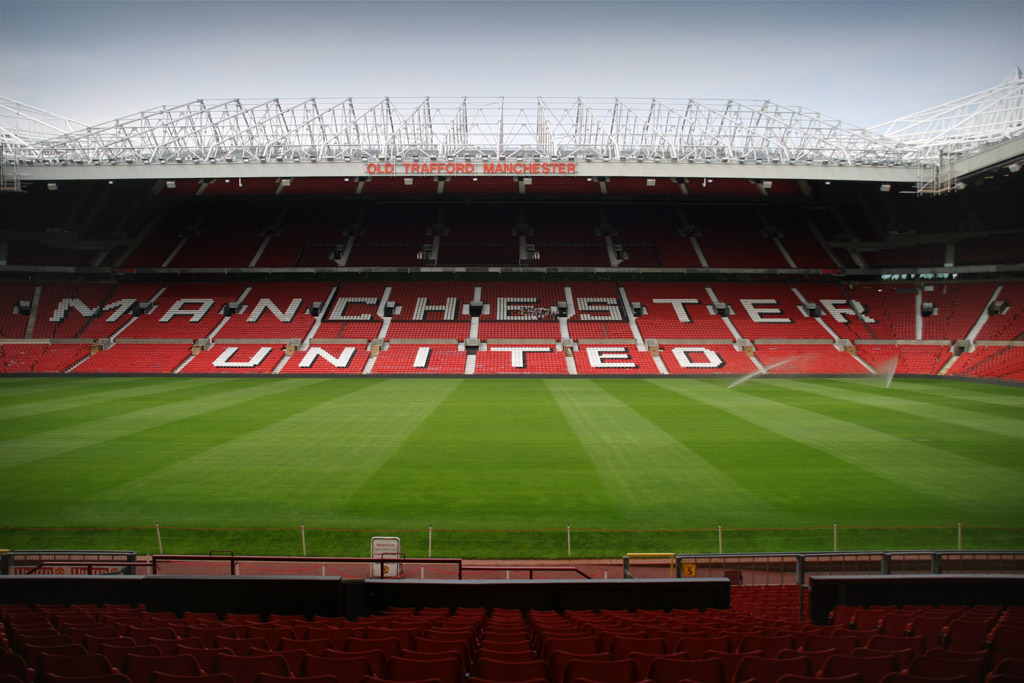
Old Trafford

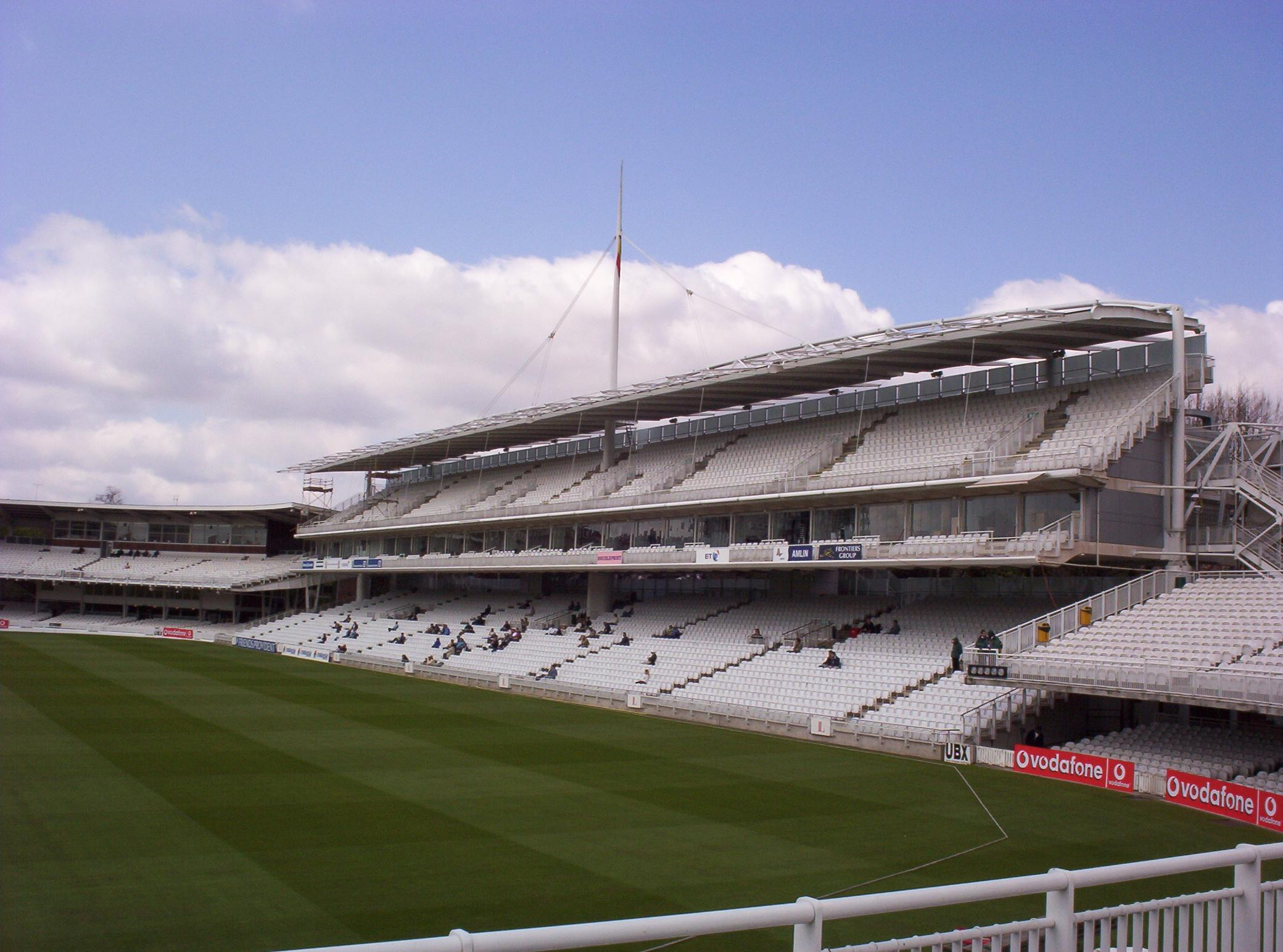
Lord’s Cricket Ground

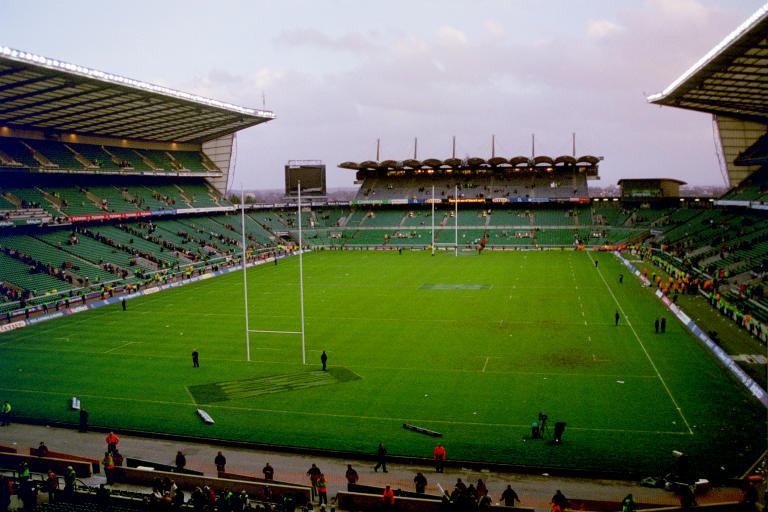
Twickenham Stadium

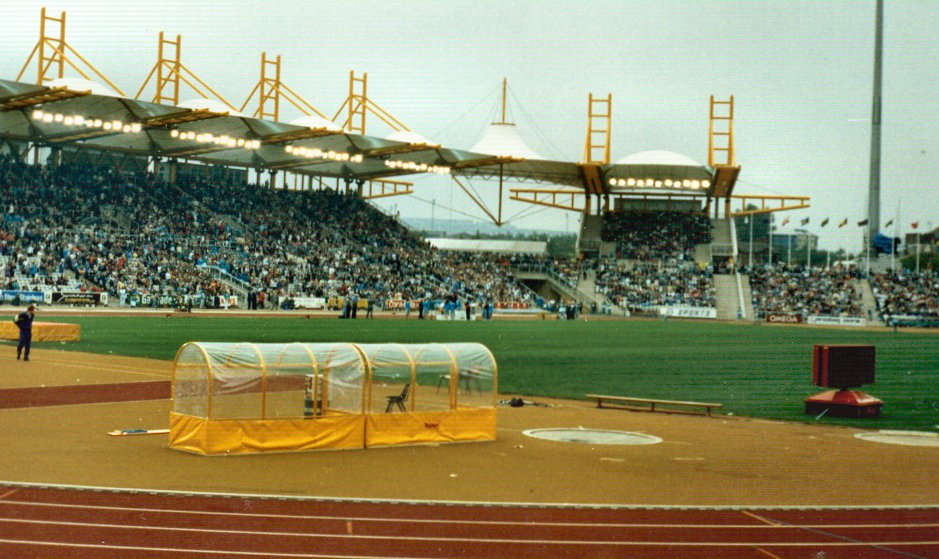
Don Valley Stadium

Die britischen Fußballstadion sind in den allermeisten Fällen einzig für diesen Zweck erbaut worden, so dass die Zuschauer nahe am Geschehen sind. In den späten 1980er Jahren begannen viele Vereine damit, ihre Stadien zu modernisieren oder zu ersetzen; ein bis heute anhaltender Trend. Zu Beginn des Jahres 2005 gab es in England 30 Stadien ausschließlich mit Sitzplätzen und einer Kapazität von mehr als 25.000 Zuschauern, sowie deren drei in Schottland. Das größte ist das Old Trafford von Manchester United mit einer Kapazität von 76.000 Zuschauern, gefolgt vom Celtic Park des Vereins Celtic Glasgow mit 60.832 Zuschauern.

### Cricketstadien
Englische Cricketstadien sind in der Regel kleiner als solche in anderen Ländern, insbesondere Indien und Australien. Neun Stadien bieten mehr als 10.000 Zuschauern Platz. Die größten sind Lord’s Cricket Ground und The Oval mit 30.000 beziehungsweise 23.500 Plätzen (beide in London). Das Lord’s gilt international als „Heimstätte des Cricket“.

### Rugbystadien
Rugby-Union- und Rugby-League-Vereine sind in der Regel weniger wohlhabend als Fußballvereine. Dies spiegelt sich auch im Ausbaustand der Stadien wider. Einige Vereine besitzen reine Sitzplatzstadien mit 10.000 bis 25.000 Plätzen, während andere sich mit Stadien begnügen müssen, die einfache Erddämme und Stehplätze aufweisen. Mehrere Vereine (insbesondere Rugby Union) mieten sich in Fußballstadien ein.

### Golfplätze
Das Vereinigte Königreich besitzt zahlreiche Golfplätze der Weltklasse, die bei bedeutenden Turnieren Zehntausende von Zuschauern aufnehmen können. Die meisten von ihnen sind in Schottland konzentriert. Die berühmtesten Golfplätze sind der Old Course in St Andrews (häufigster Spielort der Open Championships) und The Belfry in Wishaw (häufigster Spielort des Ryder Cup). Der Wentworth Club südwestlich von London ist der einzige Golfplatz, auf dem jede Saison zwei Turniere der PGA European Tour stattfinden.

### Leichtathletikstadien
Im Vergleich zu anderen Staaten ist die Anzahl der Leichtathletikstadien im Vereinigten Königreich sehr gering. Der Hauptgrund dafür ist, dass man Rugby- und Fußballfans nicht zumuten will, hinter einer Laufbahn zu sitzen. Dies hat zur Folge, dass Leichtathletikstadien separat finanziert werden müssen. Allerdings kann dies fast nur mit Mitteln der öffentlichen Hand geschehen, die aber eher spärlich fließen. Das größte nach dem Zweiten Weltkrieg errichtete Leichtathletikstadion, das für die Commonwealth Games 2002 erbaute City of Manchester Stadium mit 38.000 Plätzen, wurde nach Ende dieser Veranstaltung zu einem reinen Fußballstadion umgebaut. Das größte derzeit existierende Stadion ist das Don Valley Stadium in Sheffield mit 25.000 Plätzen. Die größte Anlage in London ist Crystal Palace mit lediglich 15.000 Plätzen. Es wird durch das Olympiastadion London übertroffen werden, das während der Olympischen Sommerspiele 2012 Platz für 80.000 Zuschauer bieten wird, danach aber auf eine Kapazität von 25.000 Zuschauern reduziert wird.

### Pferderennbahnen
Im gesamten Vereinigten Königreich gibt es nicht weniger als 62 Pferderennbahnen für Flach- und Hindernisrennen. Das berühmteste Rennen ist der Grand National auf dem Aintree Racecourse bei Liverpool. Weitere bekannte Rennbahnen sind der Newmarket Racecourse, der York Racecourse und der Ascot Racecourse.

### Sporthallen
Im Vereinigten Königreich gibt es keine Hallensportarten, die regelmäßig fünfstellige Zuschauerzahlen anziehen könnten, was die Errichtung von großen Sporthallen einschränkt. Trotzdem wurden in den letzten Jahren einige Hallen mit mehr als 10.000 Plätzen gebaut und weitere befinden sich in Planung. Diese Einrichtungen generieren ihre Einnahmen hauptsächlich bei Popkonzerten, doch finden in ihnen gelegentlich Boxkämpfe und andere Sportereignisse statt. Die größte Halle ist derzeit die MEN Arena in Manchester. Doch diese wird durch den Millennium Dome in London übertroffen, wenn er im Jahr 2007 wiedereröffnet wird. Es gibt einige spezialisierte Hallen für Eishockey und Basketball, doch deren Kapazität ist begrenzt.